# فريا (غينيا)
فريا هي بلدة ومحافظة فرعية في غينيا، وهي عاصمة محافظة فريا. تقع شمال كوناكري بالقرب من سد أماريا على نهر كونكوري. في عام 2014، كان عدد سكانها 61،691 نسمة.

## وصف
هناك بعض الاختلافات في اسم المدينة: فريغيا أو كيمبو أو مدينة كيمبو. تشتهر فريا بكهوفها المحلية، كهوف بوغورو وكهوف كونكوري. يعتمد اقتصاد المدينة بشكل كبير على تعدين البوكسيت وإنتاج الألمنيوم. تم بناء مدينة فريا حول شركة تسمى كيمبو-فريا، والآن ACG Fria (شركة الألومنيوم في غينيا)، أول مصنع للألمنيوم في إفريقيا. ACG-Fria هي مصفاة الوحيدة للألومينا العاملة في غينيا، وتنتج 600000 طن من الألومينا و 2.8 مليون طن من البوكسيت سنويًا.
في الآونة الأخيرة، وقع رئيس غينيا، لانسانا كونتي، اتفاقية مع روسال لخصخصة مجمع البوكسيت والألمنيوم في فريا الذي تديره شركة ألومنيوم غينيا. سيسمح ذلك بمضاعفة قدرة الشركة في نهاية المطاف.
يخدم المدينة مطار فريا.

## سكة حديدية
منجم البوكسيت متصل بسكة حديدية قياس 1000 مم بميناء كوناكري.

## سكان بارزون
- ديدى كامارا - سباح أولمبي